# 劉榮黼
劉榮黼，字春舫，一字矩堂，晚号怡云老人，云南大姚人，清朝政治人物、進士出身。

## 生平
嘉慶十三年（1808年）戊辰科進士，改庶吉士，嘉慶十四年，授翰林院編修，官至貴州遵義府知府。